# Velling Sogn
Velling Sogn er et sogn i Ringkøbing Provsti (Ribe Stift).
I 1800-tallet var Velling Sogn et selvstændigt pastorat. Det hørte til Hind Herred i Ringkøbing Amt. Velling sognekommune blev ved kommunalreformen i 1970 indlemmet i Ringkøbing Kommune, der ved strukturreformen i 2007 indgik i Ringkøbing-Skjern Kommune.
I Velling Sogn findes Velling Kirke.
I sognet findes følgende autoriserede stednavne:
- Astrup (bebyggelse)
- Fjordenge (areal)
- Hebeltoft (bebyggelse)
- Hedegårdsmark (bebyggelse)
- Holmager (bebyggelse)
- Hugborg Kær (areal)
- Klaptoft (bebyggelse)
- Klokmosehuse (bebyggelse)
- Kovstrup (bebyggelse)
- Kratenge (areal, ejerlav)
- Mærsken (bebyggelse)
- Nørby (bebyggelse, ejerlav)
- Nørby Bæk (vandareal)
- Røgind Bæk (vandareal)
- Schuberts Plantage (bebyggelse)
- Skraldhede (bebyggelse)
- Strandsbjerg (bebyggelse)
- Sønderkær (bebyggelse)
- Ulfkær (bebyggelse)
- Velling (bebyggelse)
- Velling Mærsk (bebyggelse, ejerlav)
- Velling Plantage (areal)
- Venner (bebyggelse, ejerlav)
- Venner Å (vandareal)
- Vennergård (bebyggelse, ejerlav)
- Vesttarp (bebyggelse)